# Juglasaleyrodes orstomensis
Juglasaleyrodes orstomensis là một loài côn trùng cánh nửa trong họ Aleyrodidae, phân họ Aleyrodinae.
Juglasaleyrodes orstomensis được Cohic miêu tả khoa học đầu tiên năm 1966.